# 免疫グロブリンフォールド

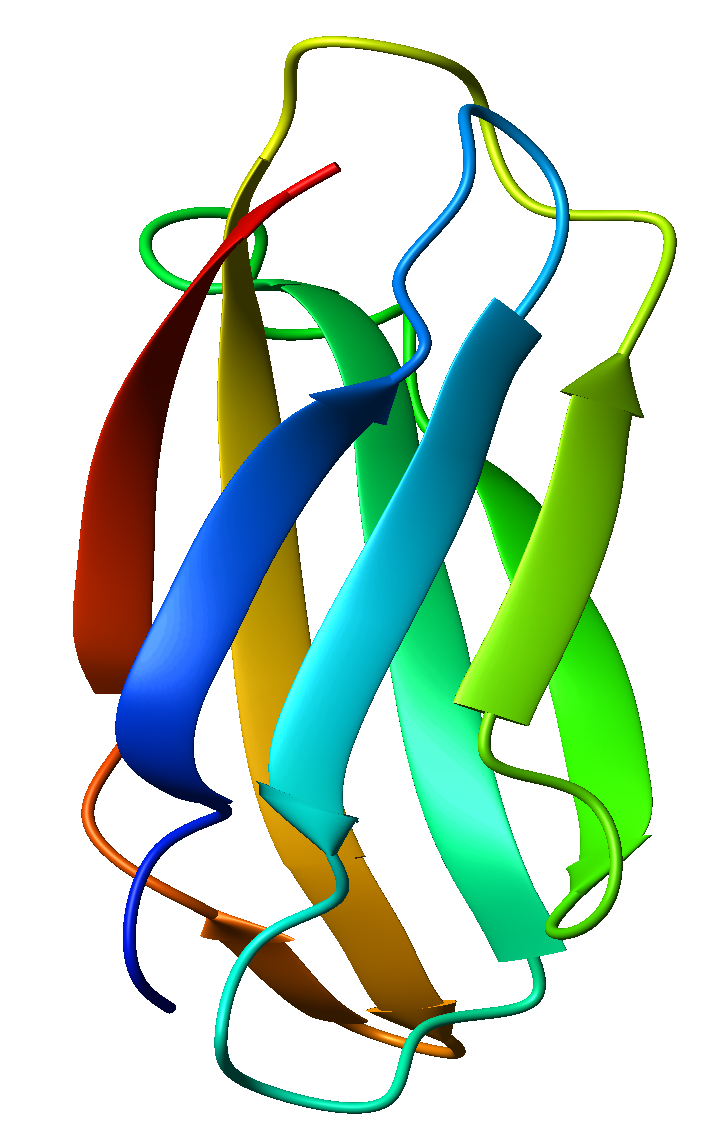
ヒトのフィブロネクチンに見られる免疫グロブリンフォールド

免疫グロブリンフォールド（Immunoglobulin fold）は、All-β型のタンパク質構造の1つで、7つ以下の逆平行βシートが2つのβシートによって挟み込まれた構造をしている。
基本骨格は、2つのβシート層の間を行き来する構造で、N末端側-シート1のβヘアピン-シート2のβヘアピン-シート1のβストランド-シート2のβストランド-C末端側となっている。シートの交差はx字型になり、N末端側とC末端側のヘアピンが向き合う形になる。